# کریستوفر مک لئود
کریستوفر (توبی) مک لئود (به انگلیسی: Christopher (Toby) McLeod) مدیر پروژه پروژه فیلم سرزمین مقدس مؤسسه جزیره زمین است که در سال ۱۹۸۴ به عنوان یکی از پروژه‌های اصلی جزیره زمین تأسیس شد. او از سال ۲۰۰۶ تهیه‌کننده و کارگردانی مجموعه فیلم مستند چهار قسمتی Standing on Sacred Ground است که در سال ۲۰۱۳ در جشنواره فیلم Mill Valley به نمایش درآمد و در سال ۲۰۱۵ از شبکه PBS پخش شد. ایستادن بر روی زمین مقدس هشت جامعه بومی در سراسر جهان را نشان می‌دهد که برای محافظت از مکان‌های مقدس خود می‌جنگند.